# CIM-10 Bomarc
Le Boeing CIM-10 Bomarc fut un programme de missile sol-air conjoint entre les États-Unis et le Canada afin de se protéger d'une éventuelle attaque de bombardiers de l'URSS.
Il fut le premier missile surface-air à longue portée. Au sein des forces armées des États-Unis, il fut également le seul missile sol-air à être déployé par l'USAF. Tous les autres missiles sol-air sont déployés par l'armée de terre des États-Unis.

## Origine

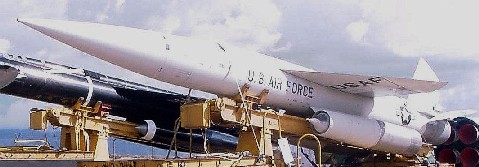
Photographie d'un CIM-10 Bomarc.

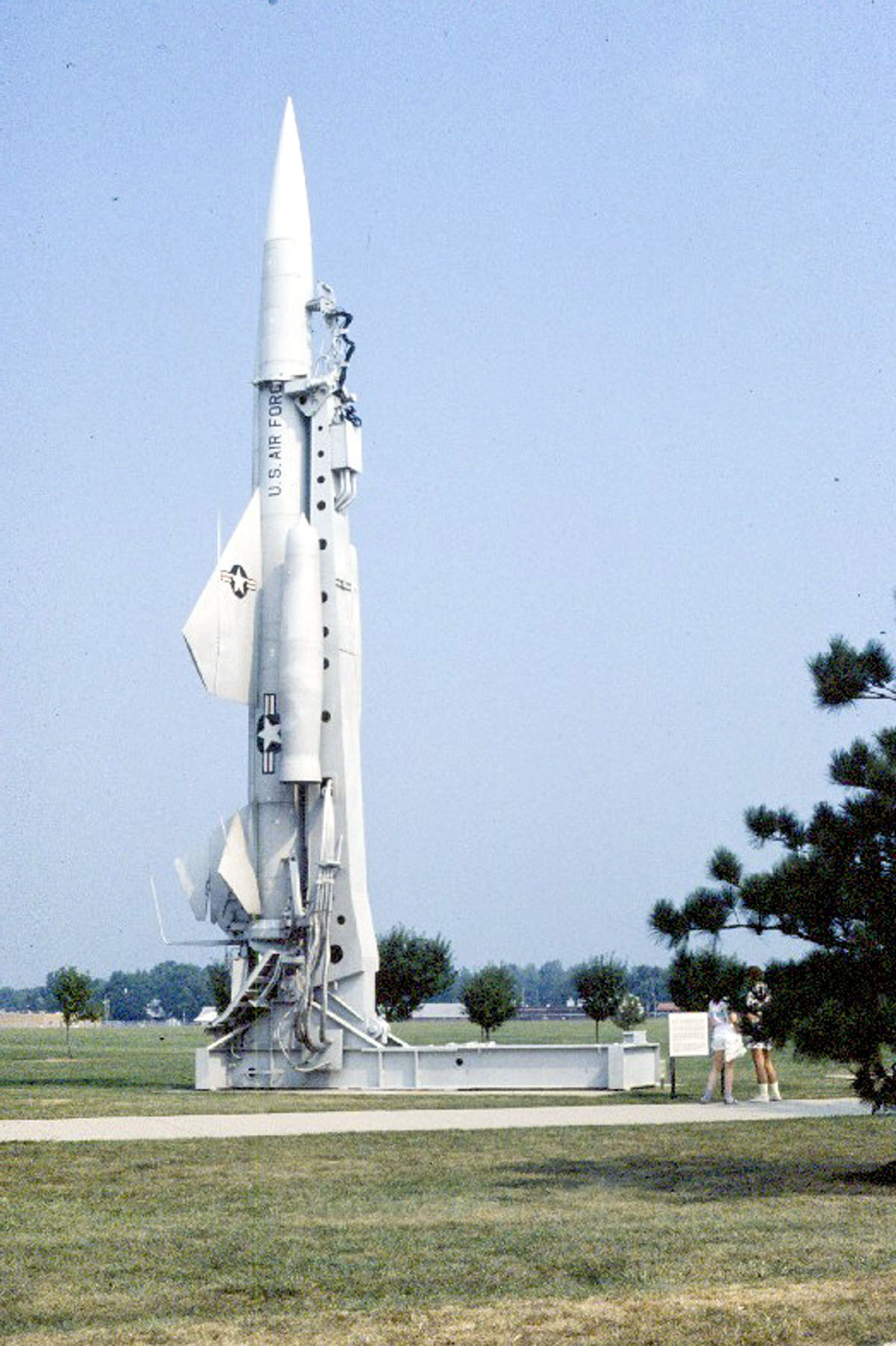
Un Bomarc en position de tir dans un musée.

Le projet démarra en 1946, entre Boeing et l'USAF. Plus d'une centaine de types de lanceurs furent conçus par Boeing.

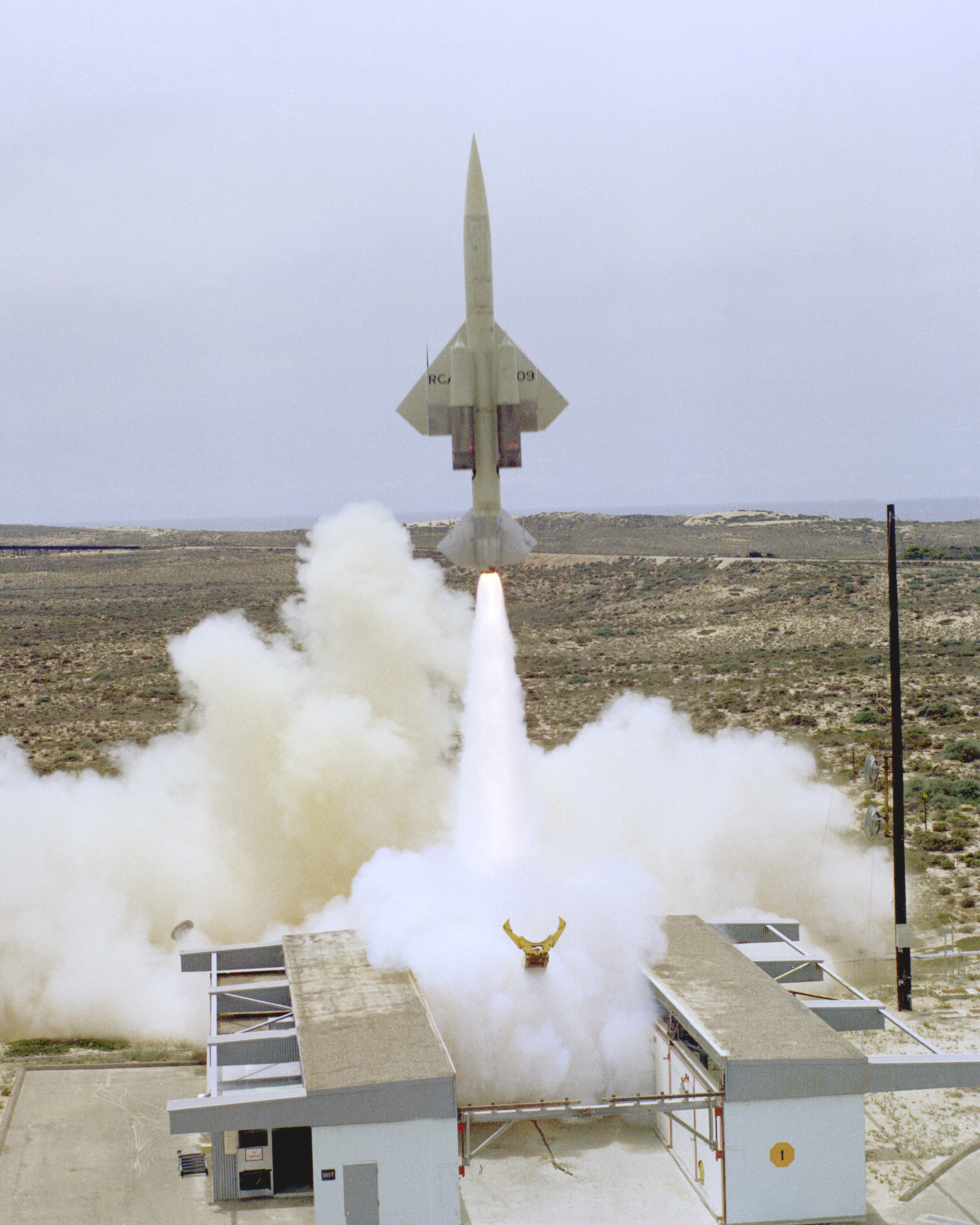
Un Bomarc transformé en cible à grande vitesse CQM-10B, ex RCAF no.60-0909, à Vandenberg AFB en 1977.

Comme les différents essais étaient plus que satisfaisants, l'USAF donna un contrat pour l'étude d'un missile sol-air à longue portée à charge nucléaire. Peu de temps après, le Michigan Aerospace Research Center (en) (MARC) rejoignit le projet, et le nouveau missile fut baptisé F-99 BOMARC (« F » pour fighter, « BO » pour Boeing et « MARC » pour Michigan Aerospace Research Center). Il était propulsé par un statoréacteur Marquardt RJ43 (en)
En août 1955, l'USAF abandonnant la désignation F pour ses missiles sol-air, renomma le F-99 en IM-69. Boeing fit pression pour garder le « 99 » et le F-99 devint IM-99.
Entre 1959 et 1962, Canadair construisit 550 ensembles d'ailes, d'ailerons et de soupapes pour le Bomarc.

## Déploiement
La première unité de l'USAF fut opérationnelle avec le IM-99 en septembre 1959 et intégrée au Commandement de la défense aérospatiale de l'Amérique du Nord, la planification des missions d'interception étant assurée par le système informatique Semi-Automatic Ground Environment. Le mode d'opération du Bomarc était assez complexe. Le missile était stocké dans un conteneur horizontal, puis quand arrivait l'ordre de tir, la partie supérieure s'ouvrait et le missile était alors élevé en position verticale. La version A était alimentée en carburant liquide et il fallait attendre près de deux minutes pour remplir les réservoirs.
Mais dès que la technologie des carburants solides fut disponible, l'USAF demanda à Boeing de construire une nouvelle version dénommée « IM-99 B Bomarc B ».
Parce que le volume des carburants solides était moins important que celui des carburants liquides, le IM-99B a vu sa portée presque doublée, passant de 400 km à 710 km.
En juin 1963, à la suite de l'adoption d'un système de désignation des aéronefs inhabités du département de la Défense des États-Unis, le IM-99 fut rebaptisé CIM-10.
Un total de 700 missiles et 400 ogives nucléaires W40Y1 les armant sont construits pour les États-Unis.
Neuf bases dans les États-Unis contigus et deux au Canada, dont la SFC La Macaza, en furent équipées. Les dernières unités furent retirées en 1972.